# Lądowisko Gryźliny
Lądowisko Gryźliny (kod ICAO: EPGR) – lądowisko powstałe w 2007 roku na dawnym lotnisku wojskowym w Gryźlinach, w województwie warmińsko-mazurskim. Posiada ono trawiastą drogę startową o długości 800 m. Właścicielem lądowiska jest Starostwo Powiatowe w Olsztynie oraz Gmina Stawiguda.
Dawne lotnisko wojskowe, z którego startowały samoloty, uczestniczące w nalotach na Polskę w 1939 r., po II wojnie światowej nie było użytkowane. Później zostało reaktywowane i od 14 czerwca 2007 roku wpisane do Rejestru Lotnisk i Lądowisk ULC pod numerem 36.
Dane operacyjne lądowiska „Gryźliny”:
- Współrzędne geograficzne punktu odniesienia (WGS - 84):
  - Szerokość geograficzna 53°36'29" N
  - Długość geograficzna 20°20'40" E
- Wyniesienie nad poziomem morza: 164 m AMSL.
- Wymiary pasa startowego: długość 800 m, szerokość 60 m
- Nawierzchnia pasa startowego: twarda trawiasta
- Główny kierunek startu (podejścia): 120° / 300° GEO
- Częstotliwość radiowa: "GRYŹLINY RADIO" 119,055 MHz